# Pianeta deserto

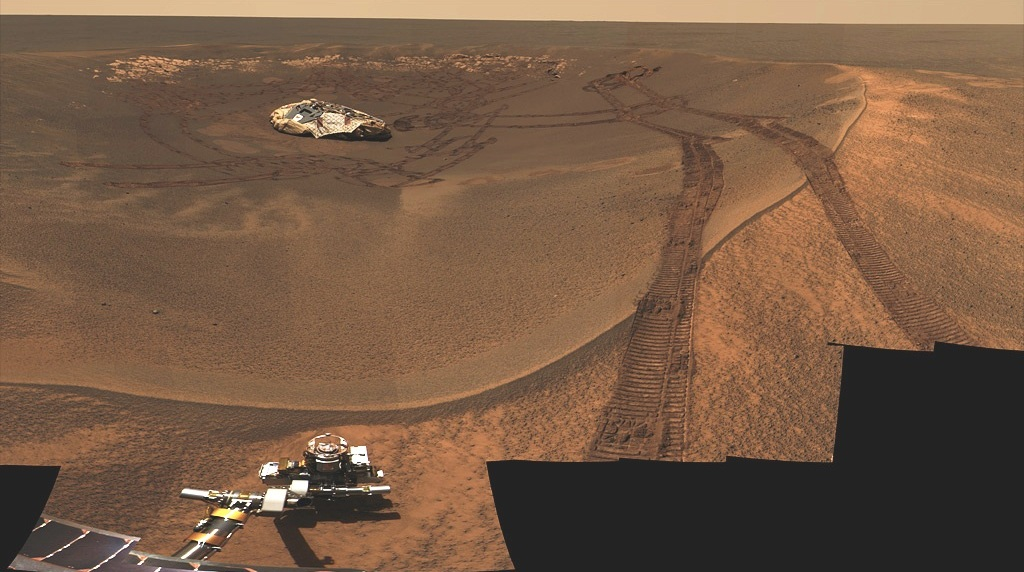
Paesaggio marziano

Un pianeta deserto o pianeta arido è un ipotetico tipo di pianeta terrestre con pochissima acqua, coperto per la maggior parte, oppure completamente, da deserto. Nel sistema solare, Marte è spesso definito pianeta deserto, tuttavia il termine è maggiormente usato per esopianeti che potrebbero essere abitabili, piuttosto che per pianeti sterili come Marte.
Il pianeta deserto è un tema ricorrente nella fantascienza, apparve già nel 1956 nel film Il pianeta proibito e nel romanzo di Frank Herbert Dune, nome col quale era chiamato il pianeta Arrakis. Anche Tatooine, nell'universo di Guerre stellari, è un pianeta deserto.

## Abitabilità

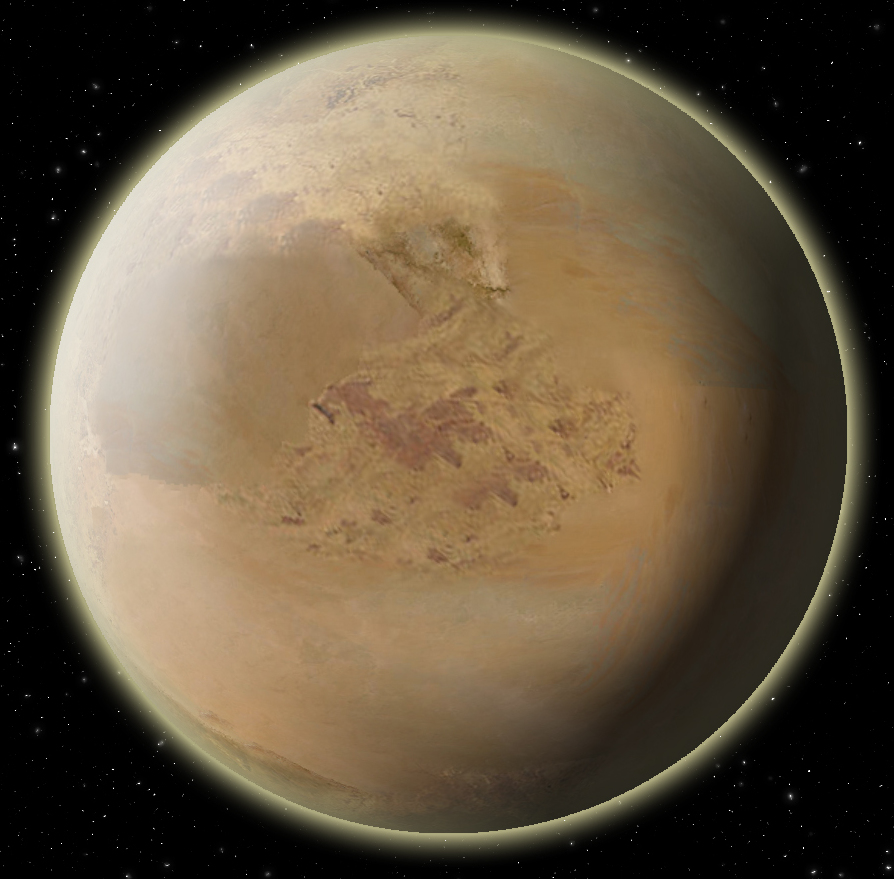
Immagine artistica di un pianeta deserto

Uno studio del 2011 ha suggerito che non solo la vita potrebbe essere presente sui pianeti deserto, ma che essi potrebbero essere più comuni dei pianeti simili alla Terra. Lo studio ha suggerito che i pianeti desertici potrebbero avere una zona abitabile più estesa dei pianeti con abbondante acqua.
Lo stesso studio ha anche ipotizzato che Venere possa essere stato un tempo un pianeta deserto abitabile, circa 1 miliardo di anni fa. È inoltre previsto che anche la Terra entro un miliardo di anni diventerà un pianeta deserto, a causa dell'aumento della luminosità del Sole.
Uno studio condotto nel 2013 ha concluso che possono esistere pianeti desertici caldi senza effetto serra galoppante a circa 0,5 au da stelle simili al Sole. In questo studio, si è concluso che è necessaria una umidità minima dell'1% per "pulire" l'anidride carbonica dall'atmosfera, ma troppa acqua potrebbe agire essa stessa come gas serra. Elevate pressioni atmosferiche aumentano l'intervallo entro il quale l'acqua può rimanere allo stato liquido.